# Cultura de Verasan
La cultura de Verasan (en francès culture de Véraza) és el nom d'una cultura material específica d'un grup d'assentaments prehistòrics que van viure entre 3000 i 2200 aC. (al final del Neolític i el Calcolític) a Catalunya i al Llenguadoc, al voltant del riu de Verasan (i de l'actual municipi de Verasan al departament de l'Aude).

## Història
Els pobles de la cultura de Verasan van construir alguns dels monuments megalítics que es poden observar a la regió i, en particular, el dolmen del Morrèl de las Fadas a Pepius a l'Aude. Els edificis d'aquesta cultura van ser descoberts el 2008 per investigadors de l'Inrap al quartó de Lo Badarel del poble de Mont-redon, en el territori de la comuna de Carcassona. En general s'accepta l'existència d'un sol grup cultural verasià que s'estendria des de l'Aude fins a la Catalunya Vella

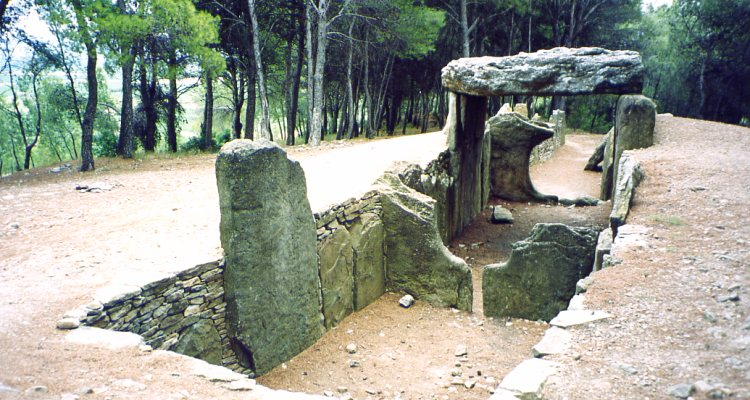
Dolmen Lo Morrèl de las Fadas, a Pepius (Llenguadoc)

## La cultura de Verasan a Catalunya
La cultura verasiana apareix ben identificada en el Neolític final de la Catalunya Vella (2.500-2.200 a.C.). Hi ha jaciments a l'aire lliure d'habitació al Vallès Oriental (Coll de Llinars, Escoles de Santa Perpètua de Mogoda) i a l'Alt Empordà (Riera Masarac, Turó de les Corts); també hi ha habitacions en coves (Roca Roja i Canal dels Avellaners a Berga, coves d'en Pau i del Reclau Viver a Serinyà o la cova Verda al Garraf), així com jaciments d'enterrament en cova, col·lectius (cova del Frare a Matadepera). Als dòlmens els elements més vells coneguts, propis d'un neolític final, apunten tant a la presència d'elements tipus Verasan (Mas Bousarenys a Santa Cristina d'Aro) corn a la d'elements tipus Triangles Gravats (Cementiri dels Moros de Torrent), en zones pròximes. Per això en el cas dels dòlmens és difícil de saber a quin grup cultural cal atribuir la seva construcció i primera utilització.
El fet de trobar jaciments corn la cova dels Encantats (Serinyà), tipus
Triangles Gravats, i sense cap element relacionable amb el Verasan, al costat d'altres estacions clarament verasianes, corn les coves del Reclau Viver o d'en Pau a pocs quilometres, fa pensar que a inicis del Neolític final Catalunya rebria almenys dues influències distintes des del vessant nord dels Pirineus. Posteriorment aquests dos grups, Verasan i Triangles Gravats, es
podrien haver fusionat, cosa de la qual no en tenim cap testimoni clar.
En tot cas sembla que a la Catalunya Vella hi ha una varietat de complexos del Neolític final superior a la que s'observa al Rosselló-Aude, molt unificada pel grup de Verasan.